# Orthotylus alni
Orthotylus alni är en insektsart som beskrevs av Knight 1923. Orthotylus alni ingår i släktet Orthotylus och familjen ängsskinnbaggar. Inga underarter finns listade i Catalogue of Life.